# El Barranquillazo
El Barranquillazo foi uma tentativa de golpe de Estado iniciada na Colômbia pelos partidários do general Ramón González Valencia em 4 de julho de 1909 em Barranquilla contra Jorge Holguín, que atuava interinamente como primeiro designado presidencial, após a renúncia de Rafael Reyes à presidência.

## Contexto
A partir de 14 de junho de 1909, depois que Rafael Reyes renunciou à presidência, o primeiro designado presidencial, Jorge Holguín, assumiu o cargo interinamente. No entanto, o ex-vice-presidente Ramón González Valencia, que foi eleito para este cargo em 1904, exige a aplicação dos seus direitos constitucionais segundo os quais deve substituir o presidente durante sua ausência temporária ou permanente, o que Holguín logicamente recusa, haja vista González Valencia havia renunciado em 1905. Os partidários de González Valencia decidiram então tentar um golpe militar.

## O levante armado
Em 4 de julho, o general Daniel Ortiz, que está à frente do movimento revolucionário, provoca um levante em Barranquilla, denominado "El Barranquillazo". Após seis dias de conflito, a tentativa de subversão fracassa.

## Consequências
Apesar do fracasso de sua ação, González Valencia acabará por ser apoiado pelos republicanos em sua candidatura para terminar o mandato presidencial de Reyes (que encerraria em 7 de agosto de 1910) e será eleito, graças ao Congresso. Para este cargo foi empossado em 4 de agosto de 1909.
O levante armado de 4 de julho, seguido de outras revoltas, levou Reyes a renunciar oficialmente à presidência em 27 de julho de 1909.